# Sylvicola wygodzinskyi
Sylvicola wygodzinskyi är en tvåvingeart som först beskrevs av Lane och Andretta 1958.  Sylvicola wygodzinskyi ingår i släktet Sylvicola och familjen fönstermyggor. Inga underarter finns listade i Catalogue of Life.